# Prädorsalschuppe
Als Prädorsalschuppen (engl. predorsal scales oder median predorsal scales) werden die in der Mitte des Rückens, zwischen dem Ende des Schädels und dem Anfang der Rückenflosse (Dorsale) liegenden Schuppen von Fischen bezeichnet. Die Anzahl der Prädorsalschuppen ist ein Kriterium bei der Bestimmung von Fischen.